# 框架注入
框架注入攻擊是針對Internet Explorer 5、Internet Explorer 6、與 Internet Explorer 7攻擊的一種。這種攻擊導致Internet Explorer不檢查結果框架的目的網站，因而允許任意代碼像Javascript或者VBScript跨框架存取。這種攻擊也發生在代碼透過多框架注入，肇因於腳本並不確認來自多框架的輸入。這種其他形式的框架注入會影響所有的不確認不受信任輸入的各廠牌瀏覽器和腳本。

## 外部連結
- Secunia諮詢資料 （页面存档备份，存于）
- 微軟保安論壇 （页面存档备份，存于）